# Ulm (okręg Hunedoara)
Ulm – wieś w Rumunii, w okręgu Hunedoara, w gminie Cerbăl. W 2011 roku liczyła 44 mieszkańców.